# ツメンダウリ
ツメンダウリ（グルジア語: წმენდაური、グルジア語ラテン翻字: Tsmendauri）は、ジョージアのラチャ＝レチフミおよびクヴェモ・スヴァネティ州オニ地区にある村落。ガリ・テミに属する。

## 人口
国勢調査による人口は、次の通り。
| 年   | 人口 | 男性 | 女性 | 出典  |
| ---- | ---- | ---- | ---- | ----- |
| 2002 | 80   | 41   | 39   | [ 2 ] |
| 2014 | 39   | 21   | 18   | [ 1 ] |